# Мурс-Мілл (Алабама)
Мурс-Мілл (англ. Moores Mill) — переписна місцевість (CDP) в США, в окрузі Медісон штату Алабама. Населення — 6729 осіб (2020).

## Географія
Мурс-Мілл розташований за координатами 34°51′8″ пн. ш. 86°31′13″ зх. д. / 34.85222° пн. ш. 86.52028° зх. д. (34.852143, -86.520380).  За даними Бюро перепису населення США в 2010 році переписна місцевість мала площу 35,66 км², з яких 35,23 км² — суходіл та 0,43 км² — водойми.

## Демографія
Згідно з переписом 2010 року, у переписній місцевості мешкали 5682 особи в 2204 домогосподарствах у складі 1673 родин. Густота населення становила 159 осіб/км².  Було 2354 помешкання (66/км²).
Расовий склад населення:
| - 70,9 % — білих - 22,6 % — чорних або афроамериканців - 1,5 % — азіатів - 1,1 % — корінних американців - 0,1 % — вихідців з тихоокеанських островів |

До двох чи більше рас належало 2,8 %. Частка іспаномовних становила 2,4 % від усіх жителів.
За віковим діапазоном населення розподілялося таким чином: 23,2 % — особи молодші 18 років, 65,8 % — особи у віці 18—64 років, 11,0 % — особи у віці 65 років та старші. Медіана віку мешканця становила 39,9 року. На 100 осіб жіночої статі у переписній місцевості припадало 96,3 чоловіків;  на 100 жінок у віці від 18 років та старших — 94,9 чоловіків також старших 18 років.
Середній дохід на одне домашнє господарство  становив 77 527 доларів США (медіана — 63 911), а середній дохід на одну сім'ю — 88 064 долари (медіана — 71 343). Медіана доходів становила 51 511 долар для чоловіків та 33 750 доларів для жінок. За межею бідності перебувало 11,1 % осіб, у тому числі 15,4 % дітей у віці до 18 років та 0,0 % осіб у віці 65 років та старших.
Цивільне працевлаштоване населення становило 3062 особи. Основні галузі зайнятості: виробництво — 16,3 %, освіта, охорона здоров'я та соціальна допомога — 16,3 %, роздрібна торгівля — 15,5 %.